# Ahmosé-Ânkh
Pour les articles homonymes, voir Ahmès.
Le jeune Ahmosé est un prince des débuts de la XVIIIe dynastie égyptienne. 

## Généalogie
Il est né avant l'an 22 du règne de son père (date de la stèle de la donation). Il est le fils du roi Ahmôsis Ier, fondateur de la dynastie, et de son épouse Ahmès-Néfertary. On ignore tout de lui, et il n'est représenté que sur un des blocs de Karnak (actuellement au musée de Louxor), en tant que prince héritier, au côté de sa mère Ahmès-Néfertary, sur la « stèle de la donation » consignant la nomination de cette dernière en tant qu'Épouse du dieu, charge qu'elle inaugure. 
Il meurt jeune, précédant son père dans la mort, et le trône échoit donc à Amenhotep Ier. 
Selon certains spécialistes, il ne serait qu'un seul et même personnage avec Ahmosé-Sipair, autre prince du début de la dynastie dont une statue se trouve aujourd'hui conservée au Louvre.